# …ing
…ing ist ein südkoreanischer Film von Lee Eon-hee aus dem Jahr 2003.

## Handlung
Die High-School-Schülerin Min-ah war nahezu ihr ganzes Leben lang in Krankenhäusern. Als ihre Mutter Mi-sook erfährt, dass Min-ah bald sterben wird, beschließt sie, ihr davon nichts zu erzählen und sie ihre letzten Monate zu Hause verbringen zu lassen. Bald darauf zieht der junge Fotografiestudent Young-jae in denselben Wohnkomplex. Er zeigt ein großes Interesse an Min-ah und versucht, ihr Herz zu gewinnen. Obwohl sie sich anfangs belästigt fühlt, entsteht schon bald eine Freundschaft.
Eines Nachts erfährt Min-ah aus dem Tagebuch ihrer Mutter, dass sie nicht mehr lange zu leben hat. Sie beschließt, sich nichts anmerken zu lassen und die verbleibende Zeit zu genießen. Schon ein paar Tage später ist es so weit, und Min-ah liegt im Sterben. Young-jae ist verzweifelt und gibt Mi-sook das Geld zurück, welches er bekommen hat, um mit Min-ah Zeit zu verbringen. Er will seine Bezahlung nicht, denn es würde bedeuten, dass es seine Beziehung mit ihr nur wegen des Geldes gegeben hätte. Min-ah stirbt schließlich, ohne davon zu erfahren.